# سونو نيجام

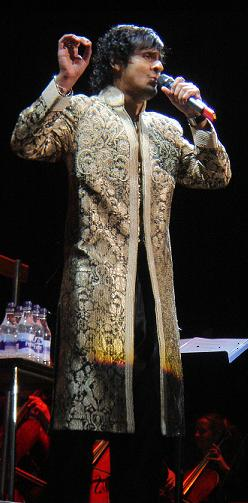
سونو نيغم

Sonu Niigaam أو Sonu Nigam (هندي सोनु निगम ولد في 30 تموز / يوليو،1973 في فريداباد، هاريانا، الهند) هو مطرب هندي وله العديد من الأغاني في سينما بوليود وأفلام كانادا. كما أنه اصدر العديد من البومات البوب الهندية وعمل كممثل في عدد من الأفلام. في الآونة الأخيرة قام بتغير اسمه الأخير من "Nigam" إلى "niigaam" وفقا لعلم الأعداد.

## حياته المهنية

### السنوات الماضية والغناء
بدأ حياته المهنية في الغناء في سن الثالثة. عندما كان ينضم إلى والده على المسرح ليغني أغنية محمد رافي "Kya Hua Tera Wada". ثم رافق والده للغناء في المحافل وحفلات الزفاف.وعندما بلغ مرحله المراهقة شارك في العديد من المسابقات الموسيقية بنجاح.في سن 18انتقل مع والده إلى مومباي ليبدأ الغناء في بوليود.
أخذ دروس في الغناء. في سنواته الأولى في مومباي عاش في نضال.بدا الغناء عن طريق إعادة أغاني محمد رافع فكان له سلسله البومات "Rafi Ki Yaadein" هذه الألبومات ساهمت بان يطلق عليه اسم (استنساخ رافي).أول تجربه له في الغناء بالسينما كانت أغنية في فلم "Janum"(1990) الذي لم يطلق رسمياً.بعد ذلك حصل على أغنية من فلم لـ Gulshan Kumar ـ"Aaja Meri Jaan"..بعد ذلك غنى أغنية "Accha Sila Diya" من البوم "Bewafa Sanam" (1995) الذي منه اعترف به كمغني ناشئ.
بدأ Sonu بتقديم البرنامج التلفزيوني الشهير Sa Re Ga Ma للمنافسه بموهبه الغناء. الذي أصبح أكثر البرامج شهره في التلفزيون الهندي. الحلقة الأولى من البرنامج كانت في 1مايو 1995.وتدفقت بعدها عروض الغناء وان كانت بطيئة بالبداية.ارتقى إلى الشهرة بأغنية "Sandese Aate Hain"لفلم Border Anu Malik كان مدير الموسيقى للفلم.ما عُرف عنه انه نسخه رافي قد تغير بعد أغنية "Yeh Dil Deewana" من فلم Pardes (1997).منذ ذلك الحين خلق لنفسه نمط فريد وأصبح قدوه لمطربي الهند الناشئين.
على مر السنين Sonu أصبح قوة رئيسية في صناعه الموسيقى الهندية.قام بالغناء لعدد كبير من الأفلام الهندية وفاز بعده جوائز. أغنية Kal Ho Na Ho اكسبته شعبيه كبيره.هو يعترف انه يضيف عاطفة ممتازة بتنوع صوته.وقد غنى بعده لغات إلى جانب اللغة الهندية بنطق واضح ومنها البنغالي، اوريا، كانادا، بنجابي، تاميلي، تيلاقو وماراثي.

### البومات البوب والحفلات الموسيقية
اصدر سونو العديد من الألبومات، سواء هندية أو بنجابية.مؤخرا أضاف إلى القائمة البوم Classically Mild الأفضل من بين الجميع.بالإضافة إلى اعاده أغاني محمد رافي والبوم تعبدي.من إصداراته الأخيرة في أيلول/ سبتمبر 2007 اصدر 6 أقراص تحتوي على 100 أفضل اغني لمحمد رافي في اخر إحياء لذكراه تحمل عنوان Kal, Aaj, Aur Kal.بعد وقت قصير اصدر البوم Classically Mild. أطلق أغنية بنجابية اسمها Punjabi Please.
على مر السنين قدم سونو العديد من العروض في مختلف البلدان، تشمل الولايات المتحدة الأمريكية، المملكة المتحدة، فرنسا، ألمانيا، بلجيكا،هولندا، إسبانيا،أستراليا، نيوزلندا،باكستان، نيبال،بنغلادش، روسيا،أفغانستان، الإمارات المتحدة، بانكوك،اندونيسيا، سنغافورا،ماليزيا، الهند الغربية، موريشيوس،تجاريا وجنوب أفريقا. في يونيو 2007 شارك مع النجوم في أمريكا الشمالية بما يدعى.في سبتمبر وأكتوبر على التوالي من نفس العام قدم حفله منفرداً بعنوان Simply Sonu في كندا وألمانيا (أول عرض لمغني هندي في البلدين) في نيسان /أبريل 2008 قام بحفلات بعدد من المدن في الهند ترويجاً لأغنية Punjabi Please في نوفمبر 2007 في افتتاح جامعة هارفارد غنى سونو Vaishnav Jan To Tene Kahiye.
في يوليو 2008 شارك في جولات في المملكة المتحدة غنى العديد من الأغاني لمحمد رافي مع مدينة السيمفونية ذلك بعد إطلاق البوم Rafi Resurrected.

### التلفزيون، الإذاعة والتمثيل
بالإضافة إلى Sa Re Ga Ma شارك سونو في برنامجIndian Idol (يبث على قناة سوني) كان من لجنه التحكيم بالبرنامج في موسمه الأول والثاني، مؤخرا عاد سونو لنفس البرنامج في موسمه الثالث كحكم مع عدد من الحكام المشاهير، وكان قاضيا أيضا في برنامج Amul Star Voice of India في أغسطس 2007، في أكتوبر 2007 وفي لحظه تاريخيه عاد سونو إلى Sa Re Ga Ma لكن عاد كحكم مع Suresh Wadkar في برنامج Sa Re Ga Ma Pa L'il Champs International.
في 2006 قام سونو أيضا بتقديم برنامج إذاعي يدعى 'Life Ki Dhun With Sonu Niigaam' على Radiocity 91 FM ، حيث أتاحت له الفرصة باللقاء بالعديد من عظماء صناعه الموسيقى منهم الأسطورة Lata Mangeshkar
في طفولته مثل في عدد من الأفلام سنه 1983 في Betaab وعندما كبر مثل عدد من الأفلام أيضا Jaani Dushman: Ek Anokhi Kahan مع سوني ديول ومنيشا واكشاي كومار، Kash Aap Hamare Hote يلعب دور البطولة مع Juhi Babbar وأخيرا Love in Nepal مع 'Flora Saini' و Sweta Keswani' وكان أيضا يلعب دور البطولة، ويمكن أن يقال أن هذه الأفلام لم تحقق أرباح في شباك التذاكر، بالرغم من أن أدائه كان جيدا كفايه. لم يتحدث عن أي مشروع تمثيل من بعد فلمه Love in Nepal لكن مؤخرا قال انه قد يلعب دور البطولة في فلم يدعى 'Ankhon Ankhon Mein' عن مغني أعمى.

### المشاريع المستقبلية
يخطط لعمل البوم باللغة الإنجليزية تحت عنوان Spirit Unfolding ، قد يمثل في فلم جديد يدعى Ankhon Hi Ankhon Mein عن مغني أعمى بالرغم من انه لم يتم توقيعه رسميا، بالإضافة إلى الغناء في عدد من أغاني الأفلام. تشمل Chandan Arora's Striker, Yaariyan, Run Mein Fun و Rab Ne Bana Di Jodi للمخرج اديتيا شوبرا، وغيره من الافلام.
في مقابله أجرت له مؤخرا، اكد على انه يعمل على البوم لـكانادا، كما أوضح انه هنالك جولة له في باقي أوروبا وأمريكا قريبا.

## الحياة الشخصية والأعمال التطوعية
ولد سونو لوالده Agam Kumar Nigam والسيدة Shobha Nigam في 30يوليو 1973 التحق بمدرسه J.D. Tytler ، لديه أختان Meenalو Neekita ، هو قريب من والديه، والدته ووالده كلهم مغنين جيدين، ففي عام 2005 و2007 أطلق والده ألبومين ذو شعبيه كبيره Bewafaai و Phir Bewafaai على التوالي.أخته نكيتا أيضا مطربه لديها القليل من لاغاني لأفلام وشاركت أخيها في عدد من عروضه المسرحية. تزوج سونو من Madhurima في 15 فبراير 2002 لديهم ابن اسمه Nevaan ولد في 25 يوليو.
إلى حد كبير لديه لياقة بدنيه ومهتم بتمارين اليوغا.
قام بمختلف الأعمال الخيرية في جميع أنحاء الهند وخارجها لمؤسسه الكرامة، منظمة السرطان، منظمة الجذام، منظمة العمى، الرعاية الاجتماعية والمنظمات النسائية، أعانه الأسر المتضررة من الحرب ومن الزلازل.ورعي أيضا الأطفال.

## الجوائز
2008، Filmfare الجنوب كأفضل مغني لأغنية Ninindale للفلم كانادا Milana
2008، الجائزة الألمانية البوليودية العامة، أفضل مغني لأغنية Mein Agar Kahoon ، لفلم Om Shanti Om
2007، جائزة أوروبا الوسطى، أفضل مغني لأغنية Mein Agar Kahoon ، لفلم Om Shanti Om
2007، جائزة موسيقى بوليود، لأغنية Kabhi Alvida Na Kehna
2006، جائزة Star Screen ، لأغنية Dheere Jalna ، لفلم Paheli
2005, جائزة Swaralaya Yesudas, لأدائه الرائع بالموسيقى
2005, جائزة MTV Immies أفضل البوم بوب للتأليف الذاتي لألبوم بعنوان Chanda Ki Doli
2005, جائزة التلفزيون الهندي فضل مغني، لأغنية Miliee
2005, جائزة Anadolok, لألبوم Chanda Ki Doli
2005, جائزة Lion Gold's, للأغنية الرئيسية، لفلم Main Hoon Na
2005, جائزة انجاز المعلمين
2005, جائزة اشيك الناس بالموسيقى
2004, جائزة MTV Immies, لأغنية Main Hoon Na, لفلم Main Hoon Na
2004, جائزة National Film, لأغنية Kal Ho Naa Ho, لفلم Kal Ho Naa Ho
2004, جائزة IIFA, لأغنية Kal Ho Naa Ho, لفلم Kal Ho Naa Ho
2004, جائزة موسيقى بوليود، لأغنية Kal Ho Naa Ho, لفلم Kal Ho Naa Ho
2003, جائزة Filmfare, لأغنية Kal Ho Naa Ho, لفلم Kal Ho Naa Ho
2003, جائزة Zee Cine, لأغنية Saathiya, لفلم Saathiya
2003, جائزة IIFA, لأغنية Saathiya, لفلم Saathiya
2003, جائزة MTV Immies, لأغنية Saathiya, لفلم Saathiya
2003, جائزة موسيقى بوليود، لأغنية Saathiya, لفلم Saathiya
2003, جائزة اشيك ناس في الموسيقى
2002, جائزة Filmfare, لأغنية Saathiya, لفلم Saathiya
2002, جائزة Zee Cine ، لأغنية Suraj Hua Maddham, لفلم Kabhi Khushi Kabhie Gham
2002, جائزة IIFA, لأغنية Suraj Hua Maddham, لفلم Kabhi Khushi Kabhie Gham
2002, جائزة موسيقى بوليود، لألبوم Yaad
2002, جائزة موسيقى بوليود، لأغنية Tanhayee, لفلم Dil Chahta Hai
2001, جائزة Star Screen, لأغنية Tanhayee, لفلم Dil Chahta Hai
1998, جائزة Zee Cine, لأغنية Sandese Aate Hai, لفلم Border
1998, جائزة Star Screen, أفضل فنان بوب
1997, جائزة Aashirwad, لأغنية Sandese Aate Hai, لفلم Border
1997, جائزة Sansui Viewers' Choice, لأغنية Sandese Aate Hai, لفلم Border

## ضربات لا تنسى
| الأغنية                      | الفلم                            | السنة |
| ---------------------------- | -------------------------------- | ----- |
| Accha Sila Diya              | Bewafa Sanam                     | 1994  |
| Yeh Dil Deewana              | Pardes                           | 1997  |
| Sandese Aate Hain            | Border                           | 1997  |
| Satrangi Re                  | Dil Se                           | 1998  |
| Zindagi Maut Na Ban Jaaye    | Sarfarosh                        | 1999  |
| You Are My Sonia             | Kabhi Khushi Kabhie Gham         | 2001  |
| Is pyar ko main              | Mujhe Kuch Kehna Hai             | 2001  |
| Saathiya                     | Saathiya                         | 2002  |
| Mera rang de Basanti         | The Legend of Bhagat Singh       | 2002  |
| Sarfaroshi Ki Tamanna        | The Legend of Bhagat Singh       | 2002  |
| Kal Ho Naa Ho                | Kal Ho Naa Ho                    | 2003  |
| Ghum Shuda                   | Chalte Chalte                    | 2003  |
| Main Hoon Na                 | Main Hoon Na                     | 2004  |
| Tumse Milke Dil Ka           | Main Hoon Na                     | 2004  |
| Do Pal Ki                    | Veer Zaara                       | 2004  |
| Sun Zara                     | Lucky: No Time for Love          | 2005  |
| Piyu Bole                    | Parineeta                        | 2005  |
| Soona Man Ka Aangan          | Parineeta                        | 2005  |
| Just Chill                   | Maine Pyaar Kyun Kiya            | 2005  |
| Falak Dekhoon                | Garam Masala                     | 2005  |
| Ada                          | Garam Masala                     | 2005  |
| Dheere Jalna                 | Paheli                           | 2005  |
| No Entry (Ishq Di Gali Vich) | No Entry                         | 2005  |
| Mere Haath Mein              | Fanaa                            | 2006  |
| Dil Vich Lagya Re            | Chup Chup Ke                     | 2006  |
| Kabhi Alvida Naa Kehna       | Kabhi Alvida Naa Kehna           | 2006  |
| Pyaar Ki Ek Kahani           | Krrish                           | 2006  |
| Koi Tumsa Nahin              | Krrish                           | 2006  |
| Pal Pal Har Pal              | Lage Raho Munna Bhai             | 2006  |
| Humko Maloom Hai             | Jaan-E-Mann                      | 2006  |
| Ajnabi Shehar                | Jaan-E-Mann                      | 2006  |
| Sau Dard Hain                | Jaan-E-Mann                      | 2006  |
| Aaj Ki Raat                  | Don                              | 2006  |
| Anisutide yaako indo         | Mungaru Male                     | 2006  |
| Mungaru Maleye               | Mungaru Male                     | 2006  |
| Salaam-E-Ishq                | Salaam-e-Ishq: A Tribute To Love | 2007  |
| Tenu Leke                    | Salaam-e-Ishq: A Tribute To Love | 2007  |
| Ninnindale Ninnindale        | Milana                           | 2007  |
| Nagaada Nagaada              | Jab We Met                       | 2007  |
| Main Agar Kahoon             | Om Shanti Om                     | 2007  |
| In lamhon ke daaman          | Jodhaa Akbar                     | 2008  |
| Vizhiyil Undhaan             | Kireedam                         | 2008  |

## الألبومات
فيما يلي عدد من ألبوماتة إلى جانب الألبومات الدينية الهندوسيه Tere Dar Se Muradein Paeinge عام 1999،Sanskar عام 2004،Maa Ka Dil عام 2006،Pyari Maa عام 2008، واخرهاMaha Ganesha عام 2008 كما اصدر ألبومات إسلامية Mohammad ke dar par chala ja sawali لسنه 1993 واعادوه عام 2007،Ramzan ki Azmat بالاصل الألبوم لمحمد رافع واخرون.غطى اغاني مغني الغزل الشهير Pankaj Udhas في البوم Best of Pankaj Udas.كما شارك في أغنية للمغنية Sapna Mukherjee's في البومها Mere Piya ، بالإضافة إلى البوم البوب Kajra Nite عام 2006.
| عنوان الألبوم             | اللغة       | السنة     |
| ------------------------- | ----------- | --------- |
| Rafi Ki Yaadein Vol 10-20 | هندي        | 1993-1995 |
| Shradhanjali to Mohd Rafi | هندي        | 1995      |
| Sapnay Ki Baat            | هندي        | 1997      |
| Kismat                    | هندي        | 1998      |
| Mausam                    | هندي        | 1999      |
| Pariyon Se                | هندي        | 1999      |
| Deewana                   | هندي        | 1999      |
| Jaan                      | هندي        | 200       |
| Yaad                      | هندي        | 2001      |
| Kurie Mili Hai Kamal      | بنجابي      | 2003      |
| Chanda Ki Doli            | هندي        | 2005      |
| Colours of Love           | بنجابي\هندي | 2007      |
| Pyar                      | بنجابي      | 2007      |
| Classically Mild          | هندي        | 2008      |
| Kal Aaj Aur Kal           | هندي        | 2008      |
| Punjabi Please            | هندي        | 2008      |
| Rafi Resurrected          | هندي        | 2008      |

## الأفلام
| الفلم                           | الشخصية      | السنة |
| ------------------------------- | ------------ | ----- |
| Masti ke lutere                 | طفل          | 1982  |
| Ustaadi Ustaad Ke               | طفل          | 1982  |
| Betaab                          | الصغير Sunny | 1983  |
| Hum se hai zamana               | طفل          | 1983  |
| Taqdeer                         | طفل          | 1983  |
| Jaani Dushman                   | Vivek Saxena | 2002  |
| Kaash..Aap Hamare Hote          | Jai Kumar    | 2003  |
| Love In Nepal                   | Abby         | 2004  |
| Navra Maajha Navsacha (Marathi) | نفسه         | 2005  |

## روابط خارجية
- سونو نيجام على موقع IMDb (الإنجليزية)
- سونو نيجام على موقع ألو سيني (الفرنسية)
- سونو نيجام على موقع ميوزك برينز (الإنجليزية)
- سونو نيجام على موقع أول موفي (الإنجليزية)
- سونو نيجام على موقع ديسكوغز (الإنجليزية)
- سونو نيجام على موقع قاعدة بيانات الفيلم (الإنجليزية)
- سونو نيجام على موقع كينوبويسك (الروسية)